# Лев (геральдика)
Ле́в (англ. і фр. lion, італ. leone, нім. Löwe, ісп. león, порт. leão) — у геральдиці гербова фігура або щитотримач у вигляді лева. Належить до негеральдичних фігур. Один із найстаріших та найпопулярніших символів. Уособлення сили, мужності, великодушності. У європейській геральдиці як фігура символізує короля або князя, протиставляється орлу — символу імператора або залежності від нього. Серед відомих історичних державних гербів із левами — герби Англії, Шотландії, Фландрії, Голландії, Люксембургу, Кастилії-Леону, Данії, Норвегії, Швеції, Фінляндії, Богемії, Болгарії, середньовічної Русі та Венеційської республіки. Лев був династичним знаком Габсбурського, Нассауського та інших аристократичних домів. У геральдичному описі використовують спеціальні назви для визнання форми, положення, напрямку, кількості левів. В гербі лев часто буває представлений один; але їх може бути і два; якщо ж число їх більше, то вони іноді називаються левенятами (фр. lionceaux). Різновид лева, що крокує, — леопард.

## Типи

Озброєний коронований лев з роздвоєним хвостом на малому гербі Чехії

Різні види левів на гербі Великої Британії

| Поза / атрибут             | Французькою      | Опис | Зображення |
| -------------------------- | ---------------- | --- | ---------- |
| Здиблений                  | Rampant          | Звичайна геральдична поза лева - вигляд збоку, так що видно одне його вухо і одне око. Він зображається стоячим на задніх лапах, а передніми кидається вправо; закривавлений язик виходить з пащі, хвіст же його піднятий догори і кінцем падає на спину. Такий лев називається здиблений (фр. rampant), проте так як для лева така позиція є нормальною, при описі цей термін може опускатися. |            |
| Крокуючий                  | Passant          | Крокуючий лев спирається на три лапи, а передню праву лапу витягнув вперед і трохи вгору. Такий лев називається леопардовим або леопардоподібним левом (фр. lion léopardé). |            |
| Крокуючий, дивиться вперед | Passant Guardant | Крокуючий лев, голова якого повернена в бік глядача, називається леопардом . Детальніше див. розділ лев і леопард. |            |
| Здиблений, дивиться прямо  | Rampant Guardant | Здиблений лев з головою, повернутою в бік глядача, називається левовим леопардом (фр. léopard lioné). |            |
| Стоячий                    | Statant          | Якщо лев не є здибленим, ні крокуючим, а стоїть на всіх чотирьох лапах, його називають таким що стоїть. |            |
| Стрибаючий                 | Salient          | Стрибаючим називається лев, зображений з зімкнутими задніми лапами і витягнутими вгору і вперед передніми лапами. |            |
| Сидячий                    | Sejant           | Сидячим називається лев з підібраними задніми лапами, що спирається на витягнуті передні лапи. Якщо у лева піднята права передня лапа, то він називається сидячим з піднятою правою лапою. Сидячий лев, тулуб і голова якого повернені в бік глядача, називається сидячим вперед. Сидячий вперед лев може зображуватися з піднятими передніми лапами, і в цьому випадку описується особливо.    |            |
| Здиблений-сидячий          | Sejant erect     | Сидячий лев з верхніми лапами, розташованими як у лева що встає. |            |
| Відпочиваючий              | Couchant         | Сидячий лев з витягнутими вперед передніми лапами, на які він спирається, називається відпочиваючим. |            |
| Сплячий                    | Dormant          | Сплячим називається відпочиваючий лев з головою, покладеною на передні лапи. |            |
| Обернений                  | Regardant        | Лев з повернутою назад головою. Обернутися може як лев який встає та той що стоїть. |            |

Озброєний, смиренний та коронований лев
Озброєним  (фр. arme) називається лев, у якого кігті й зуби не того кольору, яким забарвлене все тіло, а також висунутий язик. Тварину без зубів, кігтів і висунутого язика називають смирним або беззбройним  (фр. morne). Лев, голова якого увінчана короною, називається коронованим (фр. couronne).
Народжуваний, виростаючий та виходячий лев
Народжуваним або виникаючим  (фр. naissant) називається лев, у якого видно лише верхню частину тіла. Якщо такий лев торкається знизу верхньої частини будь-якої фігури, края щита або поля, то він називається виростаючим. Фігура лева, зображена по пояс і яка з'являється праворуч або ліворуч називається виходячим
Протиставлений та протийдучий лев
Два здиблених лева, повернених один до одного, називають протиставленими або леви що борються. Якщо леви повернені один до одного спинами, вони називаються протиставленими зверненими. Різноспрямовані здиблені леви називають протийдучими, причому леви можуть бути розташовані як в стовп, так і в пояс. У разі розташування в пояс, протиставлених левів розташовують хвостами один до одного.
Голова лева та типи хвостів
Іноді в гербах зображується тільки голова лева. Голова з шиєю називається відірваною (з клаптями шерсті по нижньому краю) або відрізаною (з прямим нижнім краєм). Залежно від типу хвоста лев може бути двохвостий,  з роздвоєним ,  з зав'язаним ,  з підгорнутим  або з драконівським  хвостом. Лев, позбавлений хвоста, називається безхвостим  або зганьбленим.
Розчленований лев та лев з поноскою в пащі
У разі, якщо лев зображений з відокремленими від тіла головою, нижніми частинами лап та хвостом він називається  розчленованим. Здиблений лев, що тримає в зубах палицю, називається з поноскою в пащі.
Двоголовий, дуплекси та тритілий лев
Здиблений лев з двома головами, кожна з яких на власній шиї, називається двоголовим. Лев з одною поверненою в бік глядача головою, але з двома протиставленими тілами, називається  дуплекс . Буває також і тритілий лев, якого зображують на зразок вилоподібного хреста, зчленуванням якого є повернена праворуч левова голова.

## Стилі
Стилістика зображень із левом мінялася залежно від епохи — від строгих готичних форм до пишних барокових. Нижче подані приклади із Богемським левом.

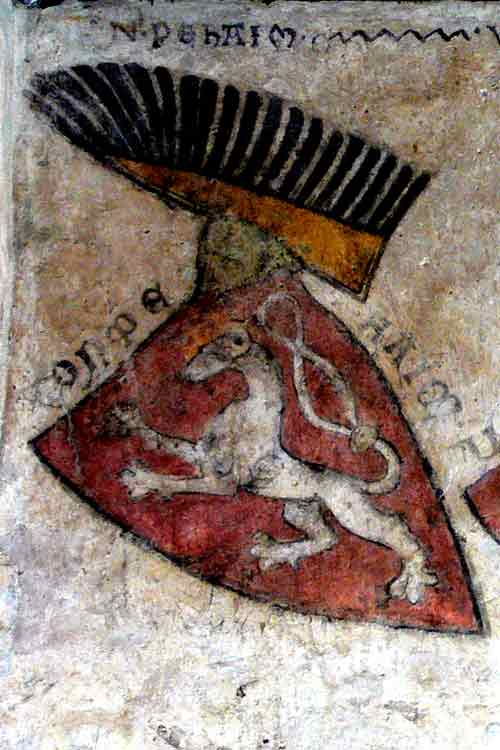
Готичний XIII ст.
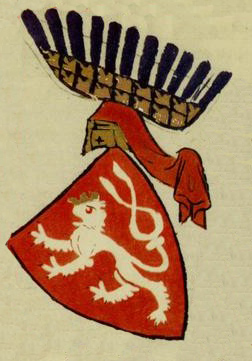
Готичний XIV ст.
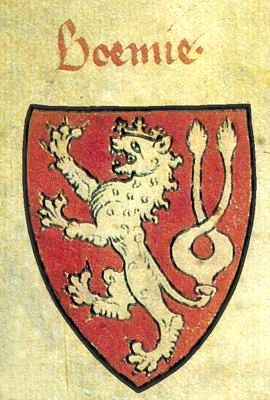
Пізньоготичний XIV—XV ст.
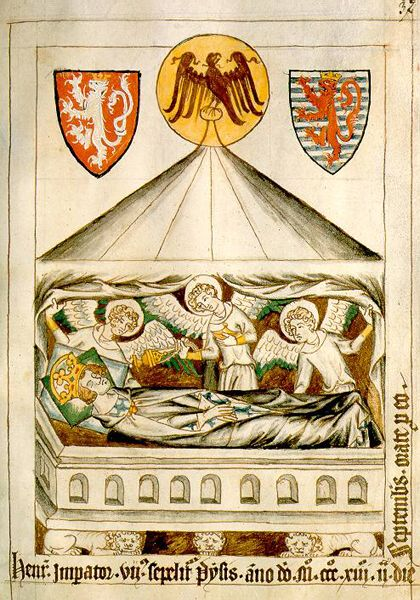
Пізньоготичний XV ст.
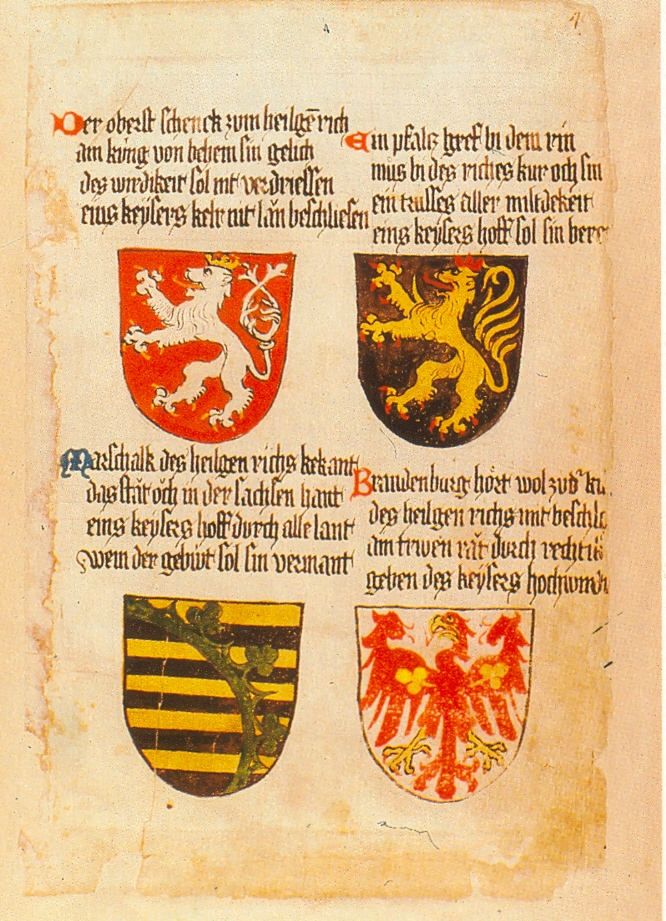
Пізньоготичний XV ст.
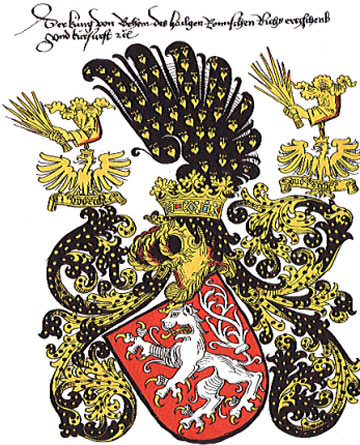
Ренесансний 1483
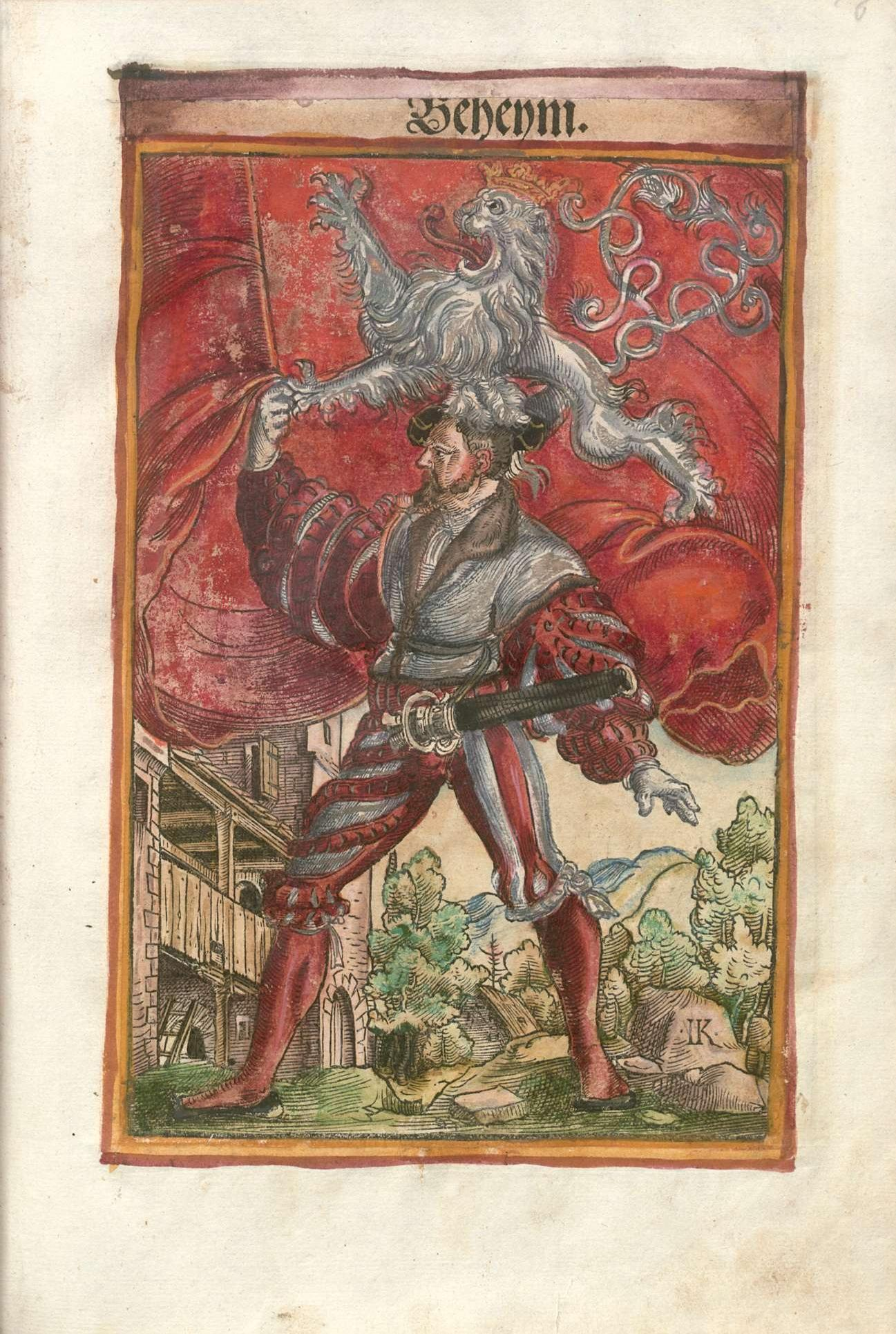
Ренесансний 1545
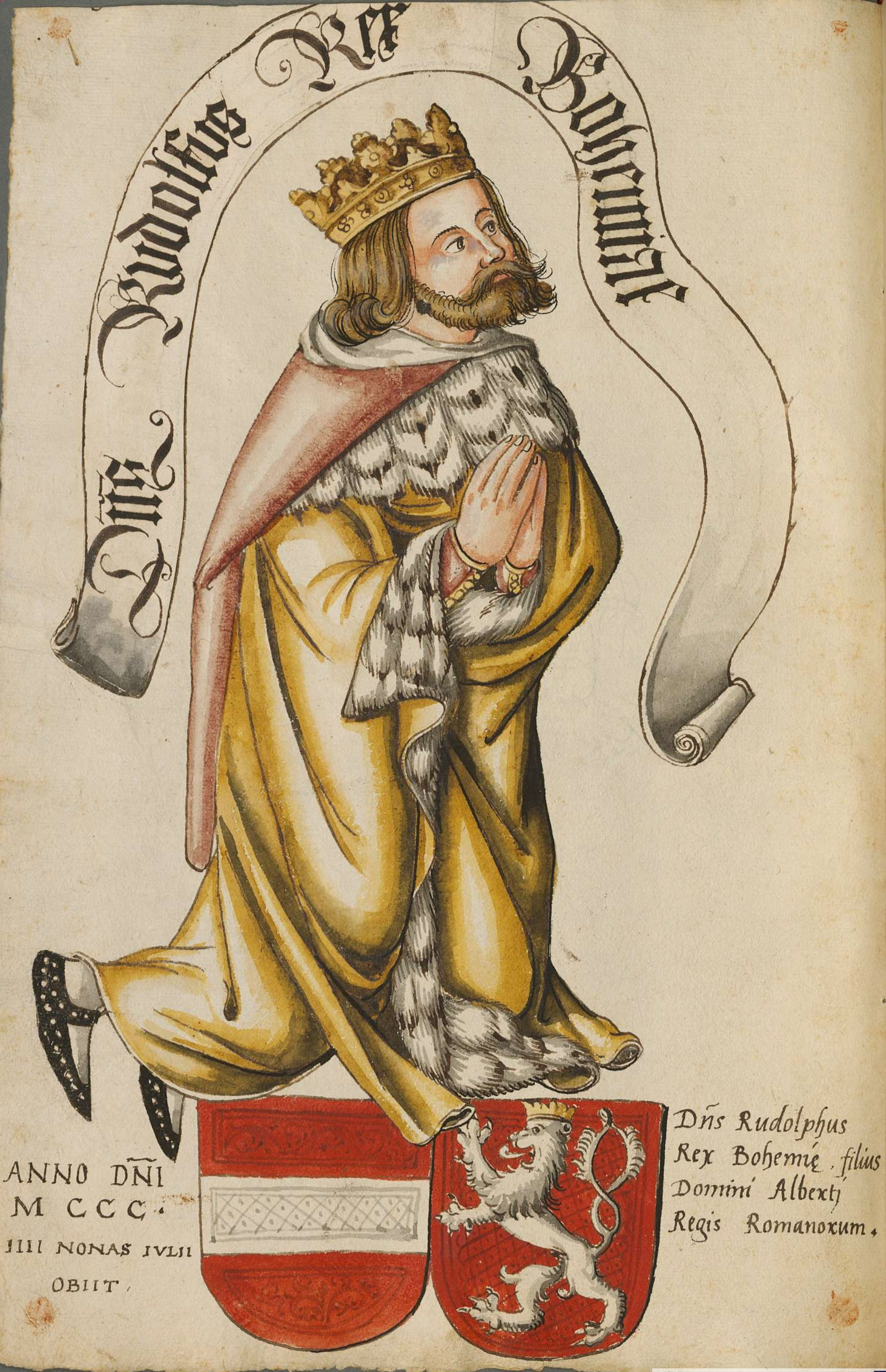
Ренесансний XVI ст.
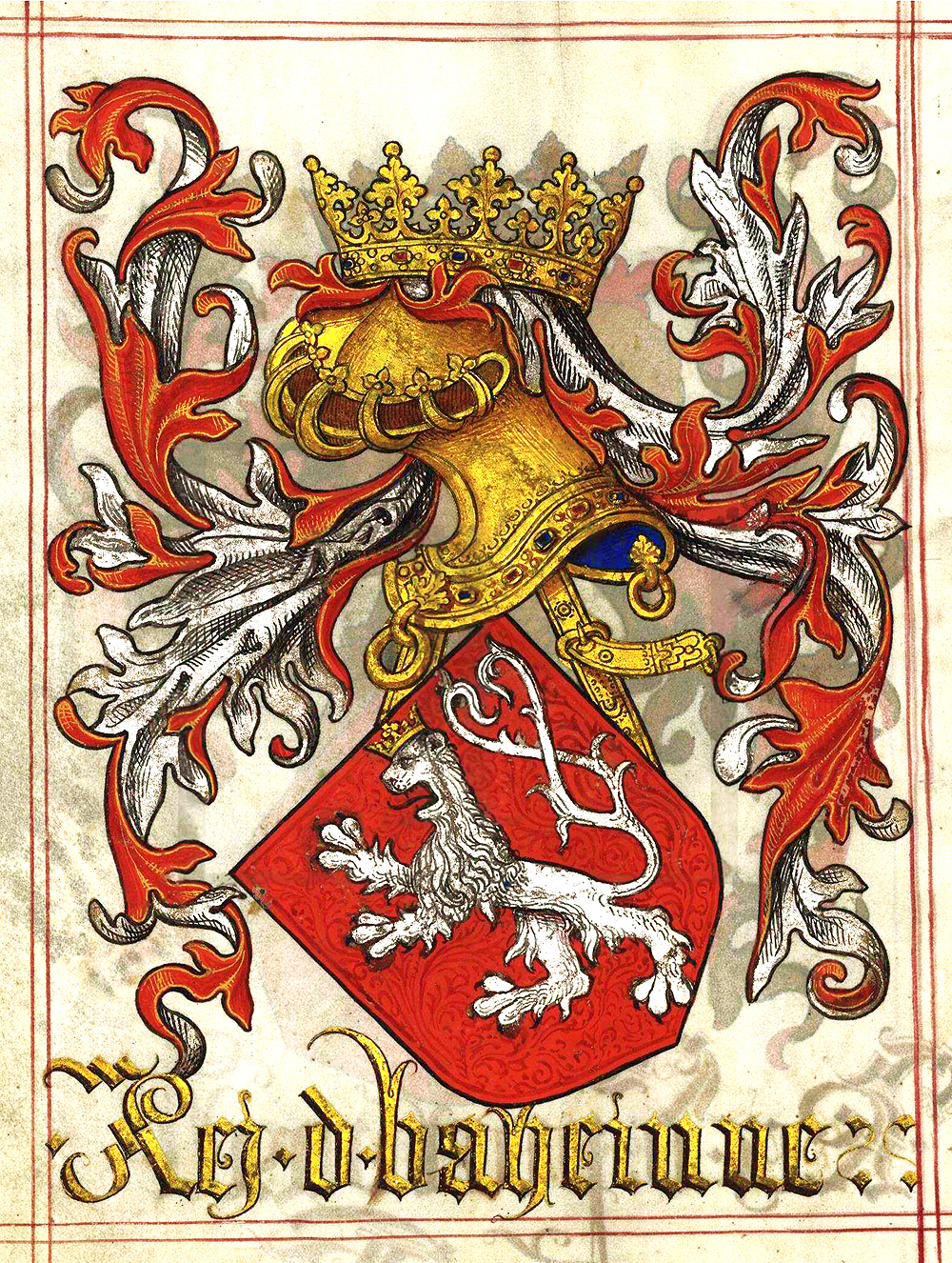
Ренесансний XVI ст.
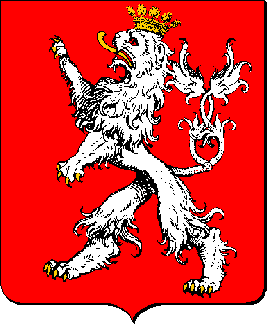
Новий ХІХ ст.
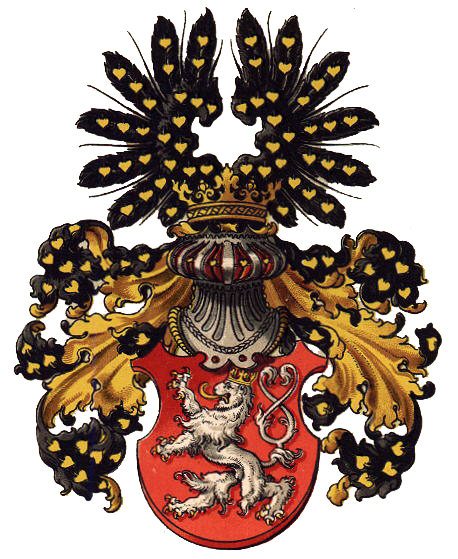
Новітній ХІХ—ХХ ст.
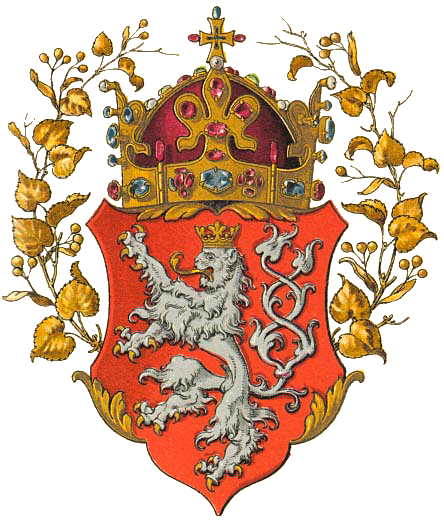
Новітній ХХ ст.
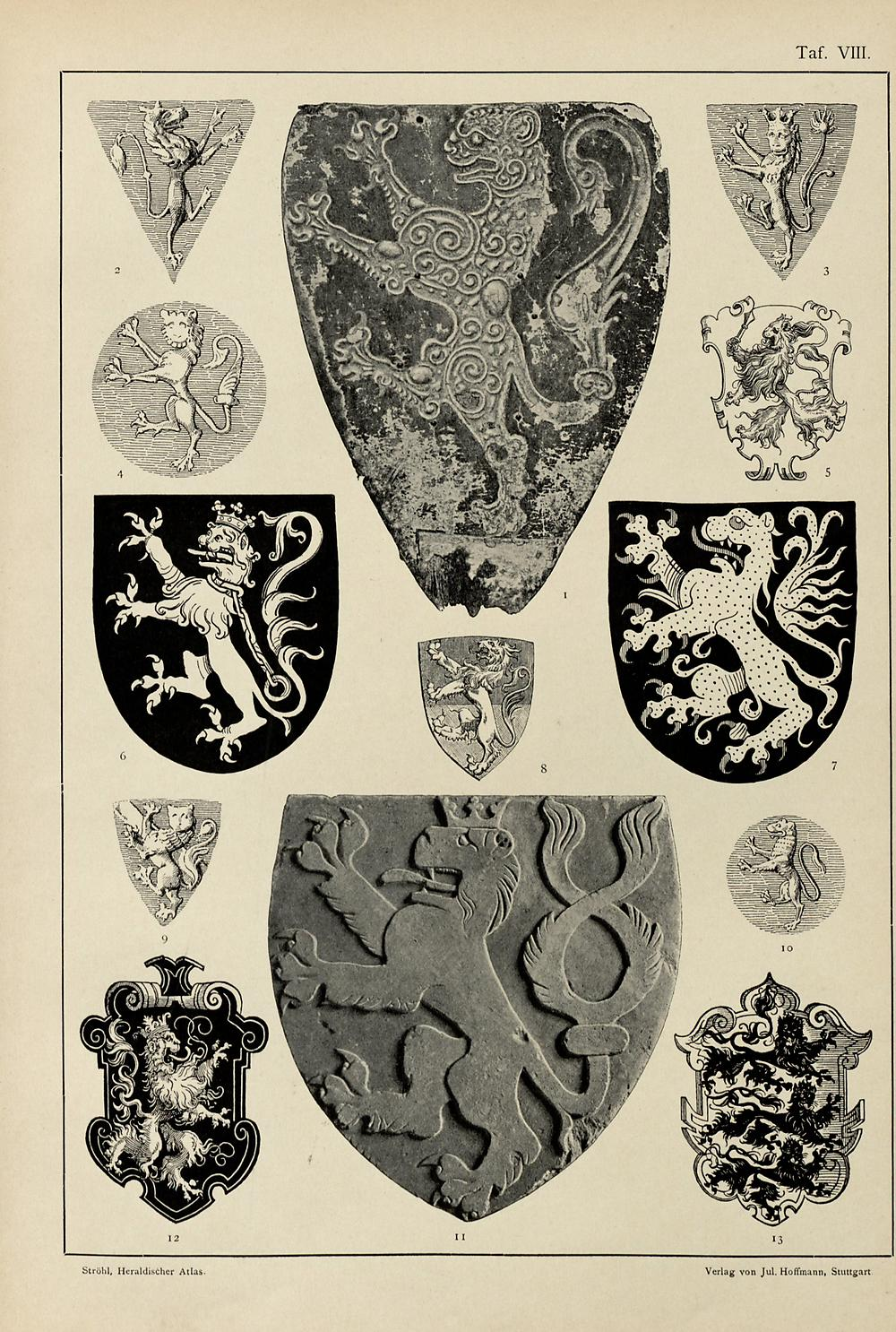
Різні стилі

## Різновиди
|  | Барвистий лев Гессенський / Тюрингський | у синьому полі здиблений лев, перетятий срібними і червоними смугами.                                                    |
|  | Богемський лев                          | у червоному полі срібний здиблений лев із золотим озброєнням, двома хвостами і в золотій короні.                         |
|  | Венеційський лев                        | золотий крокуючий лев із крилами та Євангелієм від Марка.                                                                |
|  | Габсбурзький лев                        | у золотому полі червоний здиблений лев.                                                                                  |
|  | Леонський лев                           | у срібному полі пурпурний здиблений лев з червоним озброєнням.                                                           |
|  | Люксембурзький лев                      | у срібному полі перетятому синіми балками червоний здиблений лев із золотим озброєнням і в золотій короні.               |
|  | Нассауський лев                         | у лазуровому полі із золотими прямокутниками золотий здиблений лев із червоним озброєнням.                               |
|  | Руський лев                             | у лазуровому полі золотий здиблений лев.                                                                                 |
|  | Шотландський лев                        | у золотому полі червоний здиблений лев з синім озброєнням; довкола нього червона подвійна внутрішня облямівка з ліліями. |
|  | Юдейський лев                           | у лазуровому полі золотий здиблений лев.                                                                                 |

## Лев та леопард
У геральдиці різниця між термінами «лев» і «леопард» є не зоологічною, а суто геральдичної, і різниця ця - в позі. Леопард представляється як йде або крокує (фр. passant): спирається на три лапи, а четверту (праву передню) заносить вперед і трохи вгору; голова його повернена в бік глядача (тобто він, в термінах геральдики, насторожі). Якщо ж голова такого звіра звернена в профіль, то його називають леопардовим левом (фр. lion leoparde). Природний леопард в геральдиці існує, але описується в новоєвропейській геральдиці словосполученнями «натуральний леопард» або «природний леопард», якщо в блазоні вказано просто леопард, то під ним розуміється тварина лев в певній позі.

## Українська геральдика
В українській геральдиці лев в першу чергу асоціюється з символікою західноукраїнських земель, з центром в місті лева - Львові, переважно Галичини а також з руським левом Галицько-Волинського князівства. Використовувався на гербі Західно-Української народної республіки, емблемах Січових стрільців та дивізії «Галичина». Конституція України передбачає затвердження великого герба, невідємною частиною якого стане золотой лев, із золотою короною Данила Галицького. 
До середини XX ст. зображення лева виступало в гербах міст Львова (відомий з XIV ст., офіційно підтверджений у 1526 та 1789 рр.), Берегового (відомий з XV ст., офіційно підтверджений у 1902 р.), а також низки містечок і селищ Галичини (Буданів, Глиняни, Гримайлів, Заболотів, Нові Стрілища, Печеніжин), Буковини (Опришени), Закарпаття (Боржава, Завадка, Імстичово, Новоселиця, Фанчиково). Також верхня половина лева, яка виходить із-за фортечного муру, виступала в шляхетському гербі "Правдзіц", що також фігурував на печатках окремих містечок Галичини (Болехів, Войнилів, Жулин, Угнів). 

Герб Галицько-Волинського князівства
Герб Руського воєводства
«Руський лев» на кокарді Українських січових стрільців
Герб Західно-Української народної республіки
Проект Великого герба України
Герб Львівської області
Герб Львова
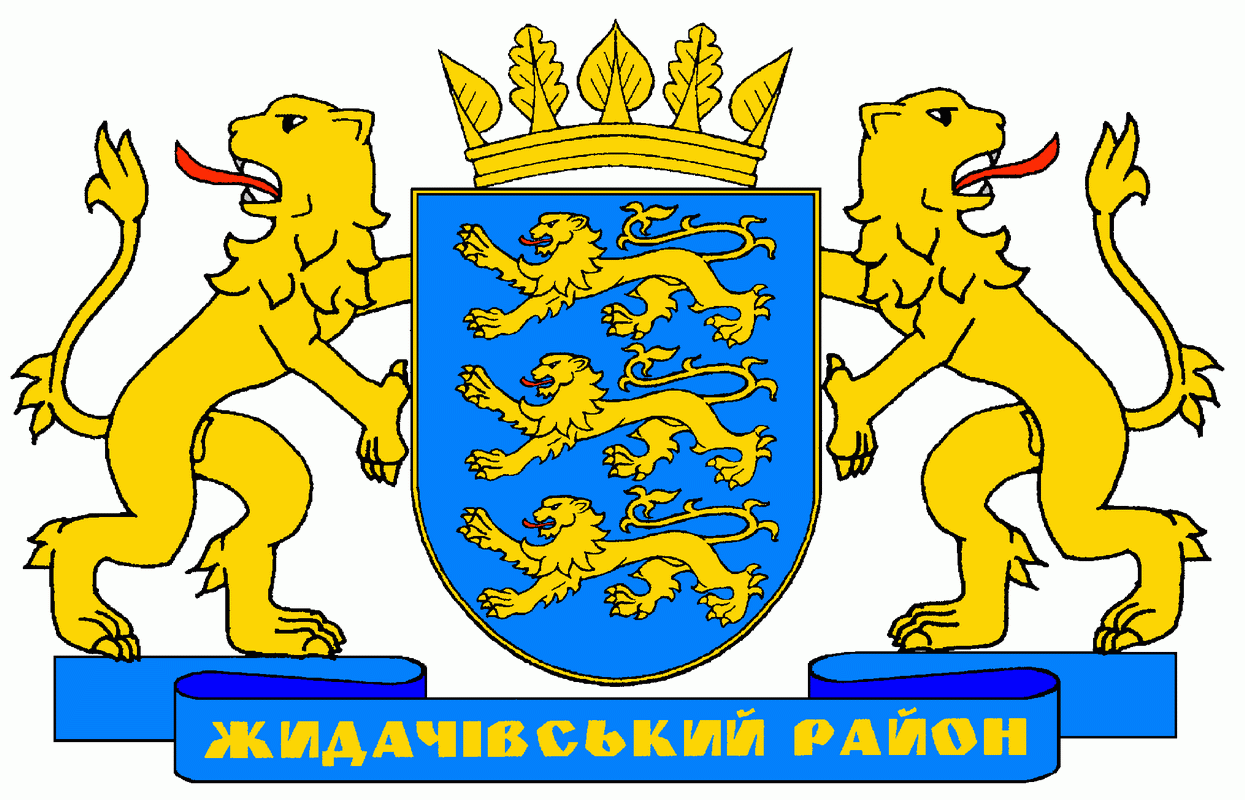
Герб Жидачівського району
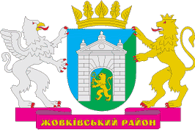
Герб Жовківського району
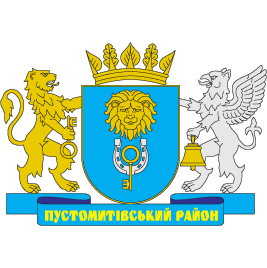
Герб Пустомитівського району
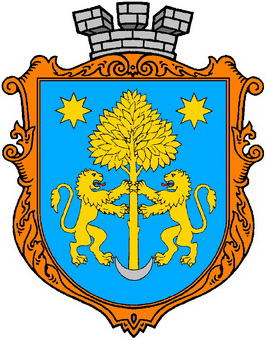
Герб Глинян
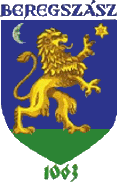
Герб Берегового
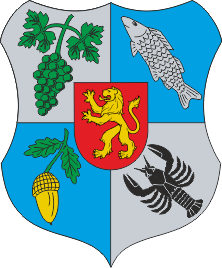
Герб Виноградова
Герб Ялти
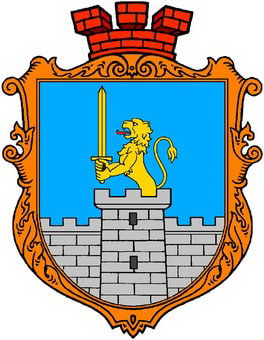
Герб Буданова
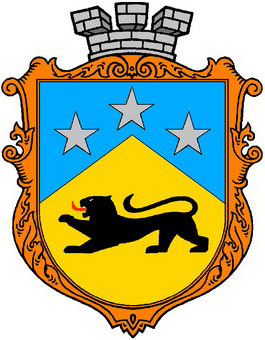
Герб Високопілля
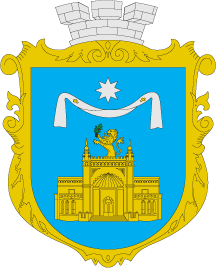
Герб села Курісове
Герб Леоніда Кучми

## Лев в міській та державній геральдиці інших держав

### Здиблені леви

Леонський лев
Герб Люксембургу
Герб Нідерландів
Герб Норвегії
Герб Фінляндії
Герб Чехії
Герб Шотландії
Герб Болгарії
Герб Бельгії
Герб Іспанії
Герб Латвії
Герб Підкарпатського воєводства, Польща
Герб Сенегалу
Лев Юди на гербі Єрусалима
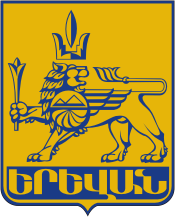
Герб Єревана (Вірменія)
Герб Кенії
Герб Тунісу
Герб Філіппін

### Леопарди або ходячі леви

Герб Чорногорії
Герб Аквітанського Герцогства
Герб Англії
Герб Джерсі
Герб Гернсі
Герб Естонії
Герб Данії
Історичний Герб Ірану
Історичний Герб Ефіопії
Герб Малаві
Герб Сьєрра-Леоне
Герб Гани
Герб Фіджі

### Інші види левів

Герб Вірменії
Герб Грузії
Герб Бермудських Островів
Герб Свазіленду
Герб Марокко
Герб Камбоджі
Морський лев на гербі Маніли